# Ghost Empire
| Оценки критиков | Оценки критиков |
| Источник        | Оценка          |
| --------------- | --------------- |
| About.com       | [ 1 ]           |
| Rock Sound      | 6/10            |

Ghost Empire — девятый альбом немецкой металкор-группы Caliban, изданный 24 января 2014 года на лейбле Century Media Records. Альбом дебютировал под номером 7 в немецком Media Control Charts.

## Список композиций
Все тексты написаны Андреасом Дёрнером, дополнительные тексты   — 
 Бенни Рихтером и Марком Гёрцем, вся музыка написана Марком Гёрцем.
| №                   | Название             | Длительность |
| ------------------- | -------------------- | ------------ |
| 1.                  | «King»               | 4:02         |
| 2.                  | «Chaos – Creation»   | 3:30         |
| 3.                  | «Wolves and Rats»    | 3:59         |
| 4.                  | «nebeL»              | 3:11         |
| 5.                  | «I Am Ghost»         | 3:46         |
| 6.                  | «Devil's Night»      | 4:23         |
| 7.                  | «yOUR Song»          | 4:26         |
| 8.                  | «Cries and Whispers» | 3:55         |
| 9.                  | «Good Man»           | 5:07         |
| 10.                 | «I Am Rebellion»     | 4:21         |
| 11.                 | «Who We Are»         | 4:09         |
| 12.                 | «My Vertigo»         | 3:15         |
| Общая длительность: | Общая длительность:  | 48:04        |

| №                   | Название                                     | Длительность |
| ------------------- | -------------------------------------------- | ------------ |
| 13.                 | «Falling Downwards (при участии Мэтта Хифи)» | 3:47         |
| Общая длительность: | Общая длительность:                          | 51:54        |

| №                   | Название                                     | Примечания                                               | Длительность |
| ------------------- | -------------------------------------------- | -------------------------------------------------------- | ------------ |
| 13.                 | «Falling Downwards (при участии Мэтта Хифи)» | Live Track (доступен при покупке в формате "Album Only") | 3:47         |
| 14.                 | «We Are The Many (Live In Bochum 2012)»      | Live Track (доступен при покупке в формате "Album Only") | 4:33         |
| 15.                 | «Davy Jones (Live In Bochum 2012)»           | Live Track                                               | 4:26         |
| 16.                 | «The Bogeyman (Live In Bochum 2012)»         | Live Track                                               | 4:33         |
| Общая длительность: | Общая длительность:                          | Общая длительность:                                      | 65:28        |

## Участники записи
Caliban
- Андреас Дёрнер — вокал
- Марк Гёрц — гитара
- Денис Шмидт — гитара, вокал
- Марко Шаллер — бас-гитара
- Патрик Грюн — ударные

Приглашённые музыканты
- Бастиан Зобцик (Callejon) — вокал на «nebeL»
- Кристоф Котерцина (Callejon) — вокал на «Good Man»
- Мэтт Хифи (Trivium) — вокал на «Falling Downwards»

Дополнительные музыканты
- Бенни Рихтер — клавишные, дополнительный вокал

## Релизы
| Регион                                                  | Дата                |
| ------------------------------------------------------- | ------------------- |
| Германия, Австрия, Швейцария, Австралия, Новая Зеландия | 24 января 2014 года |
| Европа                                                  | 27 января 2014 года |
| США, Канада                                             | 4 февраля 2014 года |

## Чарты
| Чарт(2014)                      | Позиция |
| ------------------------------- | ------- |
| Австрия (Ö3 Austria)            | 32      |
| Бельгия/Валлония (Ultratop)     | 184     |
| Германия (Offizielle Top 100)   | 7       |
| Швейцария (Schweizer Hitparade) | 51      |